# Jina jezik
Jina jezik (zina; ISO 639-3: jia), afrazijski jezik uže skupine biu-mandara, kojim govori 1 500 ljudi (2001 H. Tourneux) u kamerunskoj provinciji Far North. Ima više dijalekata, jina (zine), sarassara, tchide (sede), muxule (muxuli, ngodeni) i mae, među kojima je muxule možda poseban jezik.
Pripadnici etničke grupe Jina kao drugim jezikom služe se Lagwanskim [kot]

## Vanjske poveznice
- Ethnologue (14th)